# Agapo Luis Palomeque
Agapo Luis Palomeque (* in Canelones) ist ein uruguayischer Politiker.
Er war als Lehrer für Philosophie im Bereich der weiterführenden Schulen sowie als Dozent für Erziehungswissenschaften in der Lehrerfortbildung tätig. In diesem Zusammenhang leitete er auch das Institut für Lehrerfortbildung von Canelones. Zudem übte er die Position des Direktors im Instituto de Profesores „Artigas“ aus.
Im Rahmen seiner politischen Karriere saß Palomeque, der der Partido Nacional angehört, in der 43. und 44. Legislaturperiode als Abgeordneter für das Departamento Canelones vom 15. Februar 1990 bis zum 14. Februar 2000 in der Cámara de Representantes. 1992 hatte er das Amt des Vierten Kammervizepräsidenten inne. Überdies ist Palomeque Verfasser zahlreicher Schriften des Themenbereichs der nationalen Bildung.

## Zeitraum seiner Parlamentszugehörigkeit
- 15. Februar 1990 bis 14. Februar 1995 (Cámara de Representantes, 43.LP)
- 15. Februar 1995 bis 14. Februar 2000 (Cámara de Representantes, 44.LP)